# Sơn Thành Đông
Sơn Thành Đông là một xã thuộc huyện Tây Hòa, tỉnh Phú Yên, Việt Nam.
Xã Sơn Thành Đông có diện tích 56,57 km², dân số năm 2005 là 8650 người, mật độ dân số đạt 153 người/km².
Xã bao gồm 9 thôn :
- Thôn Bình Thắng
- Thôn Mỹ Bình
- Thôn Lễ Lộc Bình
- Thôn Thành An
- Thôn Phú Thịnh
- Thôn Thân Bình Đông
- Thôn Lạc Điền
- Thôn Thành Thắng
- Thôn Trường Thành